# 春雨物語
『春雨物語』（はるさめものがたり）は、上田秋成による読本。1808年（文化5年）成立。処女作（和訳太郎の名義）『諸道聴耳世間猿』は当時の実在した人物をモデルにした喜劇が多かったのに対し、本作は悲劇や奇談、教訓と多彩な内容である。

## 諸本について
刊行はされず、写本により伝えられる。1808年（文化5年）に一度は10巻10冊の形式にまとめられるが、秋成の没年まで全面的に改稿されている。
『春雨物語』は富岡本（自筆巻子本）によって存在が知られていたが、この本は「序」「血かたびら」「天津処女」「海賊」「目ひとつの神」「樊噲 上」の5編だけが残る欠本だった。1950年、漆山本が岩波書店から翻刻刊行されるが、この本は「捨石丸」「樊噲」を欠いていた。1951年、桜山文庫本が発見され『春雨物語』10巻の全貌が明らかとなった。その後、西荘文庫本も発見された。この漆山本・桜山文庫本・西荘文庫本は書写年次から文化5年本と総称される。この文化5年本を改稿したものが富岡本である。

## 内容
収録されるのは、「血かたびら」「天津処女（あまつをとめ）」「海賊」「二世の縁（にせのえにし）」「目ひとつの神」「死首の咲顔（しくびのゑがほ）」「捨石丸」「宮木が塚（みやぎがつか）」「歌のほまれ」「樊噲（はんかい）」の十篇である。初期の『春雨草紙』では、「妖尼公」「月の前」「剣の舞」「楠公雨夜かたり」「背振翁伝（茶神の物語）」もあったとされるが、削除されたり他作へ転録されている。内容は平安時代初期の史実を批評した歴史物語、秋成の知的寓言が示される物語、巷説を扱った物語の3種類に分類できる。

### 各話のあらすじ
血かたびら
藤原仲成・薬子兄妹と一味は、平城上皇の復位・重祚を企てるが、嵯峨天皇側に伝わり兄は死罪、妹は怨みを抱きながら自害する。薬子の血はかけてあった帷子にふりかかり、それは弓矢や刀でも破れなかった。
天津処女
「血かたびら」の後日談のような位置付けで、随所に前話の人物の回想がある。良峯宗貞（よしみね の むねさだ）は仁明天皇の寵愛を受け、色好みでもあり華美のものを殊更に愛した。天皇が崩御して姿を消すが、小野小町に発見される。僧正遍昭となり、再び内裏に出入りする身となる。
海賊
土佐国司としての任期が終え、京へと進む紀貫之の舟へ、海賊が追いかけてくる。海賊は、貫之に『続万葉集』の名義、『古今集』真名序の内容や撰歌のあり方に疑義を呈する。また、三善清行の意見封事十二箇条を引きながら、社会批判をも行う。滔々と論じる海賊に、周囲の舟人らも賛同し、本来、歌文の道を事とする貫之は言い返すこともできない。海賊はさらに帰京後の貫之に書状を送りつける。見れば、一部分は三善清行を讃える史論であり、また一部分は貫之は漢字の字義から考えれば「ツラヌキ」と読むべきだと難癖であった。後に聞けば、海賊は放蕩狼藉が原因で都を追われた文屋秋津であるという。
二世の縁
読書家で地元の名士でもある豪農が、夜中に短歌でも詠もうと屋外に出たところ、畑で奇妙な音を聞く。翌朝になって下男に掘らせたところ、土葬になった僧形の死体が出てくる。学のある豪農は一目で、これは即身仏となるべく、自ら生きたままミイラとなった高僧に違いないと判断した。ところが死体を温めると、時を経て蘇生する。しかし僧侶の姿にもかかわらず生前の記憶がなく、粗野で怪力の別人になっていた。村の後家女と結婚し、力仕事を生業とするが、豪農の使用人や村人たちは呆れ返り、仏教信心を辞める者が続出する。
目ひとつの神
相模小余綾（こゆるぎ）の浦で育った若者が、歌を教わりたいと考え、京を目指す。途中近江老曾（おいそ）の森で夜中に、修験者、一つ目の神、法師、神主、獣（言葉を話す狐、猿、兎など）、妖怪らによる宴に出くわす。この異形の者たちは時空を超え、国中を自由に行き来しているらしく、いにしえの九州や神の住まう出雲、歴代の都や東国の話が次々と出てくる。神は若者に、「京では芸道という枠組みにより、個人の才能の発露が制約されており、そのような環境で歌を学んでも益はない。東国でしかるべき師匠を見つけ、自身が歌を深めていくことこそ大事である」と説く。
若者は入京を辞めることにし、修験者の妖術で飛行して故郷に帰る。それを見た法師や獣たちは、空中で若者が驚愕する様子を笑う。この修験者や神主、法師は人間でありながら神仙や妖怪と深く交流し、百歳を超えているようで、神主は狐たちを連れて自宅に帰り、宴の二次会をやる。
歌のほまれ
物語ではなく歌論。元々は「目ひとつの神」に含まれたとする考察がある。古今の和歌に似たような表現が多い理由を述べている。
死首の咲顔
摂津兵庫の在郷で酒造を営む、郷士くずれの五曽次の息子が、村に住む同族だが貧しい娘と恋仲になる。ところが、五曽次が結婚に反対したため、娘の兄が同伴して直談判する。それでも結婚に反対され、兄は五曽次の家で妹の首を斬り落とす。兄は死罪で投獄され裁きを受けるが、五曽次の一家も親族の纏めがなっていない旨により、代官所から「所払い」の言い渡しを受ける。激怒した五曽次は「お前のせいだ」と息子を打ちすえるが、愛しい男の家で斬られた娘の首には笑顔があった。息子は出家して大徳と呼ばれた。
捨石丸
奥羽の長者を殺して逃げてきた男が、仇討ちに追ってきた長者の息子と難所で洞門を完成させる。青の洞門の逸話にちなむ。
宮木が塚
摂津神崎川の遊女である宮木が恋の争いに巻き込まれ、悲運に散る儚い一生を描いたもの。
樊噲
樊噲と名乗る盗賊の半生を、幾つものエピソードを挟みながら語る物語。兄の金を持ち逃げして以来、殺人・強盗・恐喝の悪事を尽くした盗賊が改心して僧となる。実はこの物語を語っていたのは高僧・樊噲自身だったということが最後に明らかにされる。

### 初期収録の物語
妖尼公
北条政子と畠山重忠との交わりと破局を描く。源頼朝の力量を曹操と比較、晋の司馬氏を執権北条氏に例えている。
月の前
頼朝が西行と月見をし、藤原家に伝わる歌道や政道の極意を尋ねる。
剣の舞
頼朝が静御前に舞を所望するが、その内容は中国の故事にちなむもので頼朝は感服する。
楠公雨夜かたり
楠木正成が「猿蟹合戦」を南北朝の動乱に准えて語る。
背振翁伝
茶を擬人化し、葉を姓とする2人の兄弟にたとえ、日本の茶に 抹茶と煎茶に分かれる二つの流れがあったことを物語にしている。

## 評価
秋成晩年の思想・認識の到達点がうかがえる作品と評価される。物語の持つ、歴史的要素（正史としての性質）と虚構的要素（寓言としての性質）のどちらにもとらわれず、両者を自由に駆使しながら作品を形成している。文章は極度に省筆されている。

## 校訂本
- 『校註春雨物語』 浅野三平編、1983年4月、桜楓社
- 『新編日本古典文学全集』 ISBN 4-09-658078-3
- 『古典文庫』
- 『新潮日本古典集成』

（以上、国立国会図書館OPACへのリンク）